# Ministrymon fostera
Ministrymon fostera is een vlinder uit de familie van de Lycaenidae. De wetenschappelijke naam van de soort werd als Thecla fostera in 1902 gepubliceerd door Schaus.